# Steindachnerina seriata
Steindachnerina seriata is een straalvinnige vissensoort uit de familie van de brede zalmen (Curimatidae). De wetenschappelijke naam van de soort is voor het eerst geldig gepubliceerd in 2011 door Netto-Ferreira & Vari.